# 2 Regiment Pieszy Buławy Wielkiej Litewskiej

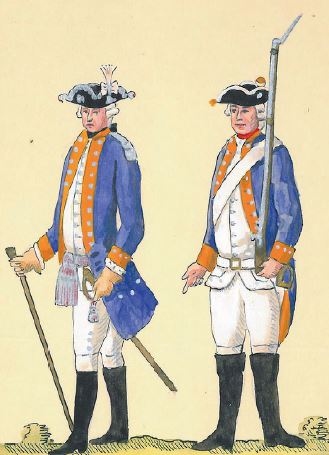
Żołnierze regimentu 2 Buławy Wielkiej Litewskiej w 1775

2 Regiment Pieszy Buławy Wielkiej Litewskiej – oddział piechoty armii Wielkiego Księstwa Litewskiego wojska I Rzeczypospolitej.

## Formowanie i zmiany organizacyjne
Regiment zgodnie z etatem Sejmu Niemego z 1717 roku liczył 425 porcji i nie licząc Gwardii był aż do 1775 roku pierwszym w hierarchii jednostek pieszych litewskich,. Wtedy to jego pozycję zajęli spieszeni dragoni buławy wielkiej.
Utworzony w 1775 w wyniku spieszenia Regimentu Konnego Buławy Wielkiej Litewskiej?. W 1776 roku liczył etatowo 220 żołnierzy (w tym czterech woźniców). Stan faktyczny według „raty marcowej” z 1777 roku wynosił 209 żołnierzy. Regiment składał się ze sztabu, kompanii pułkownika, kompanii podpułkownika, kompanii sec. podpułkownika i kompanii majora.
Reformy sejmu czteroletniego przewidywały w 1789 przyrost liczebności wojsk do armii 100 tysięcznej. Etat regimentu przewidywał  2153 osób. 
Nieco później zmniejszono jej etat do 65 tysięcy. Ten jak i wcześniejszy nowy etat nie zostały zrealizowane. Nie udało się też rozbudować jednostki do ośmiu kompanii. Powiększono jedynie już istniejące.
We wrześniu 1792 roku etat regimentu przewidywał 1440 żołnierzy, podczas gdy rzeczywiście było ich 721. W Wyniku redukcji przeprowadzonej w 1793 roku etat wyniósł 752 żołnierzy. Faktycznie w regimencie służyło 704.
Przy zachowaniu etatu z 1776, nowy zaciąg dla jednostki przewidywał 320 ludzi, co razem miało stanowić 540 żołnierzy w służbie. Stan oddziału w 1792 roku, do czasu przejęcia wojska litewskiego przez konfederację targowicką, wynosił etatowo 1440 żołnierzy, a praktycznie 721. Można przyjąć, że w kwietniu 1794 roku stan regimentu wynosił etatowo 552 żołnierzy, a faktyczny 673.
Regiment posiadał dwa bataliony złożone z 4 kompanii. Jego stan liczebny na dzień 1 sierpnia 1793 wynosił 704 ludzi, a 16 kwietnia 1794 roku około 600.

## Barwa regimentu
- Po 1776: wyłogi pomarańczowe, guziki srebrne. Piechota litewska używała rajtroków chabrowych[10].
- Podczas insurekcji kościuszkowskiej: wyłogi pomarańczowe, guziki srebrne[10].

## Stanowiska
Regiment stacjonował w następujących miejscowościach:
- Słonim (1777)[1]
- Grodno
- Sokółka (1792)

## Żołnierze regimentu
Regiment Pieszy 2 był regimentem przynależnym Buławie Wielkiej Litewskiej i do 1793 roku szefowali mu hetmani wielcy litewscy. Wtedy to, za  sprawą Konfederacji Generalnej Wielkiego Księstwa Litewskiego (targowickiej) szefem po hetmanie wielkim litewskim Michale Ogińskim został Józef Kossakowski.
Regimentem dowodził zazwyczaj pułkownik. Stanowisko szefa regimentu, związane z wielkimi poborami, było najczęściej uważane za synekurę. Szefowie posiadali prawo fortragowania (przedstawiania do awansu) oficerów.
W 1777 w sztabie powinno znajdować się poza szefem i regimentsfelczerem sześciu oficerów to jest pułkownik, podpułkownik (początkowo było ich dwóch), major, regimentskwatermistrz, audytor i adiutant. Kwatermistrzowie i audytorowie mieli rangi kapitanów. W kompaniach miało być po trzech oficerów:kapitan z kompanią lub sztabowy, porucznik i chorąży. W kompanii majora miało być ich tylko dwóch oficerów, bez kapitana, ale w praktyce było także trzech oficerów. Razem poza szefem i regimentsfelczerem w jednostce powinno być 17 oficerów. Faktycznie było ich 19.
Po reformach sejmu wielkiego formalna liczba oficerów wzrosła do 21, w tym czterech podporuczników, co stanowiło trochę więcej niż połowę w porównaniu z ówczesnymi regimentami pieszymi wojsk Rzeczypospolitej.
Szefowie: 
- Michał Kazimierz Ogiński (hetman w. Wielkiego Księstwa Litewskiego 1775-1793)

Pułkownicy
- Ignacy Morawski (4 października 1775),
- Grzegorz Wolan (9 stycznia 1784),
- Karol Morawski (25 maja 1789).

## Walki regimentu
Uczestniczył w 1792 w VII wojnie polsko-rosyjskiej toczonej w obronie Konstytucji 3 Maja. Stan osobowy: 958 ludzi.
Bitwy i potyczki:
- bitwa pod Mirem (11 czerwca 1792)
- Brześć (23 lipca 1792).